# Baun (Bannwald)
Das Gebiet Baun ist ein mit Verordnung vom 21. August 2003 durch die Körperschaftsforstdirektion Tübingen ausgewiesener Bannwald (Schutzgebiet-Nummer 100623) bei Ummendorf im Landkreis Biberach in Baden-Württemberg.

## Lage
Das Schutzgebiet befindet sich zwischen Moos und Zell. Es handelt sich um  Eschen-Altholz in isolierter Lage im Bereich einer ehemaligen Flussaue. Ehemaliger Mittelwald mit einzelnen starken Alteichen. Das Schutzgebiet liegt im Forstbezirk Biberach-Staat und beinhaltet die Abteilungen 1 und 2 des Staatswald-Distriktes XXIV „Voggen“ sowie die Flurstücke Nr. 129 und 210/4.
Östlich vom Schutzgebiet fließt der Altbach und westlich verläuft der Acherner Mühlbach.
Der Bannwald ist Teil des FFH-Gebiets Umlachtal und Riß südlich Biberach und im Nordosten grenzt der Bannwald an das Landschaftsschutzgebiet Umlachtal.
Das Schutzgebiet ist deckungsgleich mit dem Biotop Eschenwald im Bannwald "Baun" N Unzhurst mit der Biotopnummer 272142160153.

## Geologie
Nördlich vom Schutzgebiet fließen der Altbach und der Acherner Mühlbach zusammen. Im Pleistozän haben die ehemaligen Flussauen eine Niederterrasse gebildet auf welcher
der Untergrund mehrheitlich schwach wechselfeuchter schluffiger Lehm ist. Eine geringere Rolle beim Untergrund spielt tiefgründiger grundfeuchter Schwemmlehm.

## Vegetation
Im Bannwald kommen laut Waldbiotopkartierung die folgenden Arten vor:
Spitzahorn, Berg-Ahorn, Knoblauchsrauke, Schwarz-Erle, Buschwindröschen, Wald-Frauenfarn, Hänge-Birke, Wald-Zwenke, Wiesen-Schaumkraut,
Sumpf-Segge, Zittergras-Segge, Gemeine Hainbuche, Großes Hexenkraut, Gemeine Hasel, Rasen-Schmiele, Rotbuche, Scharbockskraut,
Mädesüß, Gemeine Esche, Gewöhnliche Goldnessel, Kletten-Labkraut, Gundermann, Drüsiges Springkraut, Schilfrohr, Gemeine Fichte,
Pappeln, Gewöhnliche Traubenkirsche, Stieleiche, Roteiche, Gold-Hahnenfuß, Gewöhnliche Robinie, Kratzbeere, Brombeeren, Ampfer,
Schwarzer Holunder, Winterlinde, Große Brennnessel, Weißbeerige Mistel, Wasserfledermaus, Großes Mausohr, Hohltaube, Kleinspecht,
Grauschnäpper, Pirol, Grünspecht.

## Schutzzweck
Der Schutzzweck des Bannwalds ist gemäß Schutzgebietsverordnung
- die unbeeinflusste Entwicklung eines Flußauenwaldes mit seinen Tier- und Pflanzenarten zu sichern sowie die wissenschaftliche Beobachtung der Entwicklung zu gewährleisten.
- dies beinhaltet den Schutz der Lebensräume und -gemeinschaften, die sich im Gebiet befinden, sich im Verlauf der eigendynamischen Entwicklung des Waldbestandes ändern oder entstehen.

## Betreuung
Wissenschaftlich betreut wird der Bannwald durch die Forstliche Versuchs- und Forschungsanstalt Baden-Württemberg (BVA).